# Serjania squarrosa
Serjania squarrosa är en kinesträdsväxtart som beskrevs av Radikofer. Serjania squarrosa ingår i släktet Serjania och familjen kinesträdsväxter. Inga underarter finns listade i Catalogue of Life.